# قطب نمای سیاسی
قطب‌نمای سیاسی وب‌سایتی است که پاسخ به مجموعه‌ای از ۶۲ گزاره را ارزیابی می‌کند تا ایدئولوژی سیاسی را در یک طیف با دو محور ارزیابی کند. این ارزیابی از لحاظ اقتصادی (چپ یا راست) و از لحاظ اجتماعی (اقتدارگرا یا آزادی‌خواه) را در بر می‌گیرد. 

## بررسی اجمالی
این وب سایت مالکان خود را فاش نمی کند و به نظر می رسد که در بریتانیا مستقر است.   در انتهای صفحات آن، حق چاپ به عنوان علامت تجاری Pace News Limited درج شده است.  این شرکت در نیوزلند ثبت شده و مدیر آن روزنامه نگار سیاسی «وین بریتندن» است.  به گفته نیویورک تایمز ، این وبسایت کار بریتندن است. 

### مدل سیاسی

این قطب نمای سیاسی توسط وبسایت The Political Compass استفاده می شود.

نظریه زیربنایی مدل سیاسی مورد استفاده توسط قطب‌نمای سیاسی این است که ایدئولوژی سیاسی بهتر است در دو محور جداگانه و مستقل اندازه‌گیری شود. محور اقتصادی (چپ-راست) که نظر فرد را در مورد نحوه اداره اقتصاد می سنجد. "چپ" به عنوان تمایل به اداره اقتصاد توسط یک آژانس جمعی تعاونی تعریف می شود که می تواند به معنای دولت باشد، اما همچنین به معنای شبکه ای از کمون‌ها است، در حالی که "راست" به عنوان تمایل به واگذاری اقتصاد به افراد و سازمان های رقیب تعریف می‌شود. 
محور دیگر (اقتدارگرا-آزادیخواه) نظرات سیاسی فرد را در مفهوم اجتماعی، با توجه به میزان آزادی شخصی که فرد اجازه می دهد، می سنجد. “آزادیخواهی” به عنوان اعتقاد به اینکه آزادی شخصی باید حداکثر شود، در حالی که “اقتدارگرایی” به عنوان اعتقاد به اطاعت از اقتدار تعریف می شود. این تقسیم‌بندی، امکان تقسیم افراد به چهار ربع را فراهم می‌کند: چپ اقتدارگرا (که با قرمز مشخص شده و در بالا سمت چپ قرار می‌گیرد)، راست اقتدارگرا (آبی در بالا سمت راست)، راست آزادی‌خواه (زرد یا بنفش در پایین سمت راست)، و چپ آزادی‌خواه (سبز در پایین سمت چپ). سازندگان قطب‌نمای سیاسی می‌گویند که این ربع‌ها «طبقه‌بندی‌‌های مجزا نیستند، بلکه مناطقی هستند که در پیوستگی با هم قرار دارند». 